# Jeff Van Gundy
Pour les articles homonymes, voir Van Gundy.
Jeff Van Gundy, né le 19 janvier 1962, à Hemet, Californie, est un entraîneur et commentateur américain de basket-ball. Il officie en NBA. Il est le frère de Stan Van Gundy.

## Carrière
Entraineur très réputé pour la défense, il a été de 1996 à 2001 coach des New York Knicks avant d'atterrir en 2004 aux Houston Rockets, où il officie jusqu'en mai 2007. Il est depuis consultant pour la chaine ESPN, où il a notamment commenté les Finales NBA 2009 entre les Lakers et le Magic dirigé par son frère. Il est depuis le début de la saison 2024-2025 assistant coach avec les Clippers de Los Angeles.

## Palmarès
- Vainqueur du championnat des Amériques 2017

## Anecdote
Jeff Van Gundy est au cœur d'une scène mémorable en 1998. Lors de la rencontre entre les Knicks de New York et le Heat de Miami, une violente bagarre oppose Larry Johnson et Alonzo Mourning. Van Gundy, en tentant de les séparer, va tomber par terre et se retrouve accroché à la jambe de Mourning. Cette photo fait le tour du monde.